# Dolicostenomelia
Il termine dolicostenomelia indica, in un essere umano, la presenza di arti particolarmente lunghi e affusolati in rapporto al tronco. La parola deriva dal greco antico (dolichos sta per "lungo", steno sta per "stretto", "sottile", melia sta per "arti"). È un tratto fenotipico comune in svariate sindromi che interessano il tessuto connettivo, come la sindrome di Marfan e l'omocisteinuria.